# Émile Friant
Émile Friant, född 16 april 1863 i Dieuze, död 6 september 1932 i Paris, var en fransk målare. Under sin livstid var en stor del av hans verk utställda vid Le Salon de Paris. 1923 utsågs han som professor i måleri vid École des Beaux-Arts i Paris. Han belönades med Hederslegionen och blev ledamot av Institut de France. Han dog en plötslig död i september 1932.

## Verk
- Un étudiant, (1885) musée des Beaux-Arts de Nancy
- La Toussaint, (1886) musée des Beaux-Arts de Nancy
- La douleur, (1898) musée des Beaux-Arts de Nancy
- Les amoureux, musée des Beaux-Arts de Nancy
- La discussion politique, privat samling
- La lutte, (1889) Musée Fabre Montpellier
- l'expiation, (1909) privat samling
- Portrait de madame Coquelin Mère, privat samling
- Tendresse maternel, privat samling
- Portrait de Madame Petitjean, privat samling
- La visite au studio (1906), privat samling
- L'Expiation, (1908), privat samling
- Autoportrait, privat samling
- Portrait d'Albert Jasson (1911), musée des Beaux-Arts de Nancy.